# Stargarder Bruch

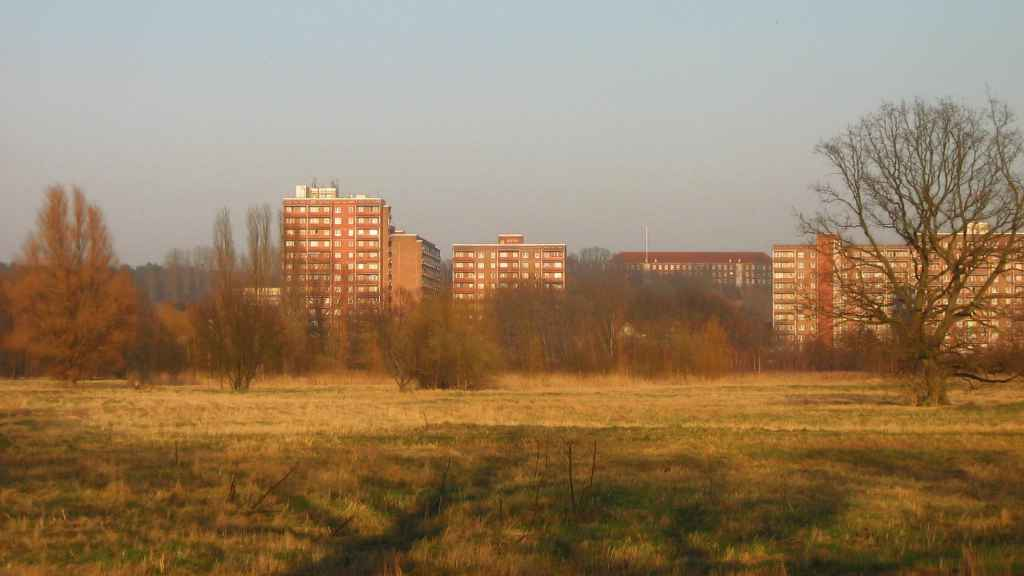
Blick über das Stargarder Bruch gen Osten in Richtung der Wohnbebauung an der Neustrelitzer Straße (Foto: April 2009).

Das (oder der) Stargarder Bruch ist eine 44,5 Hektar messende Niedermoorfläche in der nordostdeutschen Kreisstadt Neubrandenburg im Bundesland Mecklenburg-Vorpommern.

## Lage
Kaum mehr als 500 Meter Luftlinie südlich der Neubrandenburger Altstadt erstreckt sich das Stargarder Bruch am nördlichen Ende des Tollensesees, wobei die Uferlinie die westliche beziehungsweise südwestliche Begrenzung des Bruchs bildet. Gen Osten wird das Gebiet von der Neustrelitzer Straße begrenzt, nach Norden und Nordwesten vom Gätenbach (einem Mündungsarm der Linde) und im Süden beziehungsweise Südosten vom Steepengraben. Mit einem mehr oder weniger rechteckigen Umriss erstreckt sich das Stargarder Bruch etwa 700 Meter in südwest-nordöstlicher und knapp 570 Meter in nordwest-südöstlicher Ausrichtung. Südlich und südöstlich des Bruchs schließt sich jenseits des Steepengrabens das Industriegelände des ehemaligen VEB Reparaturwerk Neubrandenburg an und im Norden und Nordwesten liegen am anderen Ufer des Gätenbachs die Sportanlagen des 1. FC Neubrandenburg 04 – unter anderem das Jahnstadion. An der Mündung dieses Fließgewässers – dem westlichsten Ecke des Bruchs – befindet sich eine Anlegestelle für Fahrgastschiffe.

## Historie
Militärstrategische Bedeutung kam dem Bruch während des Dreißigjährigen Krieges zu. Aufgrund des Morastes konnten die Soldaten des obersten Heerführers der Katholischen Liga, Johann T’Serclaes von Tilly, dort nicht ihr Lager aufschlagen, wodurch die Stadt Neubrandenburg vor ihnen verschont wurde. Als der Ausflugs- und Badebetrieb am Tollensesee zunahm, zog man im 19. Jahrhundert Entwässerungsgräben durch das Bruch. In der ersten Hälfte des 20. Jahrhunderts erfolgte eine landwirtschaftliche Nutzung der Wiese und in den 1950er Jahren wurden einige der Flächen in Kleingärten umgewandelt. Die noch heute vorhandenen Obst- und Ziergehölze zeugen davon. Zwischen 1960 und 1992 diente das Stargarder Bruch als Trinkwassergewinnungsgebiet genutzt. Nach dem Ende dieser Nutzungsperiode verfüllte man die Brunnen und entfernte die Zäune auf dem Areal. Im Zuge eines raschen Grundwasseranstieges kam es alsbald zu einer natürlichen Wiedervernässung.
Im nordöstlichen Bereich des Bruchs wurde 1998 nahe der Neustrelitzer Straße ein Kunstrasenfußballplatz für den 1. FC Neubrandenburg 04 angelegt. Seit etwa der gleichen Zeit gibt es innerhalb Neubrandenburgs kontroverse Diskussionen um eine mögliche Umwidmung des Bruchs in Nutzflächen. Im Laufe der Jahre standen – teilweise kombiniert – unterschiedliche Nutzungsideen im Raum: Wohn- und Freizeitpark, städtischer Festplatz, Standort für eine Therme, Messe- und Wellness-Park, Lagunen-Wohnstadt, Hallenbad, Wohnwagenstell- und Campingplatz. Sämtliche Konzepte würden einen erheblichen Eingriff in den lokalen Naturhaushalt bedeuten und werden daher von Naturschützern abgelehnt. Sie favorisieren stattdessen die Ausweisung des Bruchs als Naturschutzgebiet.

## Naturraum
Im Stargarder Bruch hat sich seit der einsetzenden Wiedervernässung Anfang der 1990er Jahre eine überaus artenreiche Fauna und Flora entwickelt, wobei das Artenspektrum während der letzten Jahre infolge der progressiven Sukzession einem starken Wandel unterlag. Das Gebiet ist ein vielfältiger innerstädtischer Biotopkomplex, der sich aus Feuchtwiesen, Mähwiesen, Röhricht, offenen Weihern, Gebüschen, Feldgehölzen, Bruchwäldern und Trockenrasen zusammensetzt.
Hervorzuheben ist insbesondere die artenreiche Avifauna. So nutzen beispielsweise Amsel, Beutelmeise, Blässhuhn, Blaumeise, Dorngrasmücke, Gartengrasmücke, Gelbspötter, Graugans, Graureiher, Höckerschwan, Klappergrasmücke, Kohlmeise, Knäkente, Kolbenente, Lachmöwe, Löffelente, Mönchsgrasmücke, Nachtigall, Rohrdommel, Rotkehlchen, Schellente, Schlagschwirl, Sprosser, Star, Stockente, Sumpfrohrsänger, Tafelente, Teichralle und Teichrohrsänger das Gebiet als Rast-, Balz- und Brutfläche. Der Gätenbach an der Nordgrenze des Bruchs hat sich als wichtiger Wanderweg für den Fischotter und den Europäischen Biber erwiesen. Hinsichtlich der Säugetiere sind zudem acht Fledermausarten – darunter mit dem Großen Mausohr die größte Fledermausart Deutschlands – zu nennen, die im Gebiet wertvolle Tagesquartiere finden. Ferner kommen im Bruch zahlreiche Insekten- und Amphibienarten vor. Zu letzteren gehören beispielsweise die Erdkröte, der Teichfrosch, der Grasfrosch und der Europäische Laubfrosch.
Etwa auf halber Länge des Schotterweges am nördlichen Rand steht eine hölzerne Hütte zur Vogelbeobachtung. Der BUND, der NABU und die Neubrandenburger Fachgruppe Ornithologie bieten regelmäßig naturkundliche Führungen im Stargarder Bruch an.